# Король Петро Кіндратович
Петро Кіндратович Король (* 2 січня 1941, Бреди, Челябінська область — † 2 липня 2015, Львів) — український важкоатлет, олімпійський чемпіон, світовий рекордсмен. Олімпійський чемпіон XXI Олімпіади в Монреалі (1976), триразовий чемпіон світу (1974, 1975, 1976), чемпіон Європи (1973), встановив 30 рекордів України, 6 всесоюзних та 3 світові.

## Біографія
Тренувався у Львові. Перший тренер Боб Василь Іванович. Також тренувався у Аркадія Речкемана. Золоту олімпійську медаль Петро Король завоював на монреальській Олімпіаді в легкій вазі. На змаганнях він показав другий результат, але отримав золоту медаль внаслідок дискваліфікації польського важкоатлета Збіґнєва Качмарека. Крім олімпійського успіху був чемпіоном світу в 1974—1976 роках.
Після закінчення спортивної кар'єри Петро Король працював тренером з важкої атлетики у Львові. 
Помер у Львові. Похований на 27 полі Сихівського кладовища.